# Cantonul Villefranche-de-Rouergue
Cantonul Villefranche-de-Rouergue este un canton din arondismentul Villefranche-de-Rouergue, departamentul Aveyron, regiunea Midi-Pyrénées, Franța.

## Comune
- Martiel
- Morlhon-le-Haut
- La Rouquette
- Savignac
- Toulonjac
- Vailhourles
- Villefranche-de-Rouergue (reședință)